# Junas (Gard)
Junas é uma comuna francesa na região administrativa da Occitânia, no departamento de Gard. Estende-se por uma área de 7.75 km², e possui 1.126 habitantes, segundo o censo de 2018, com uma densidade de 150 hab/km².